# Villanueva de la Serena
Villanueva de la Serena (extremadurisch Villanueva e la Serena oder Villanueva la Serena) ist eine Stadt in der spanischen Provinz Badajoz in der Autonomen Gemeinschaft Extremadura. Sie liegt 4 km links vom Guadiana und von dessen Nebenfluss Zújar in der hügeligen Landschaft La Serena, wo Viehzucht betrieben wird. Eine agrarische Spezialität der Stadt sind Melonen. Villanueva bildet mit der Nachbarstadt Don Benito die Konurbation Don Benito–Villanueva de la Serena, die mit 25.784 Einwohnern (Stand: 2024) die drittgrößte Agglomeration der Extremadura ist. Die beiden Städte übernehmen zudem gemeinsam die Funktion als Verwaltungssitz der Comarca Las Vegas Altas.
Der Plan zur Fusion binnen 5 Jahren zu einer Stadt mit 63.000 Einwohnern wurde am 20. Februar 2022 durch Volksabstimmungen befürwortet.

## Geografie

### Stadtgliederung
Die Stadtgemeinde gliedert sich in sechs Stadtteile:
| Stadtteile                          | Einwohner (2008) | Siedlungen mit Einwohnerzahl (2008) | Einwohner außerhalb geschlossener Siedlungen (2008) |
| ----------------------------------- | ---------------- | ----------------------------------- | --------------------------------------------------- |
| Villanueva de la Serena             | 22.072           | Villanueva de la Serena 21.885      | 187                                                 |
| Valdivia                            | 1.881            | Valdivia 1.865                      | 16                                                  |
| Zurbarán                            | 824              | Zurbarán 824                        | 0                                                   |
| Entrerríos                          | 770              | Entrerríos 768                      | 2                                                   |
| Casas del Castillo de la Encomienda | 16               | Casas del Castillo 16               | 0                                                   |
| Encomienda o C.Y.C.A.               | 13               | Encomienda o C.Y.C.A. 13            | 0                                                   |
| Gemeinde                            | 25.576           | 25.371                              | 205                                                 |

## Geschichte
In der römischen Zeit gab es eine nahe der heutigen Stadt gelegene Niederlassung, von der sich Reste finden. Villanueva de la Serena selbst wurde vom Ritterorden von Alcántara erbaut, dem das Gebiet von Ferdinand IV. geschenkt worden war.

## Bevölkerung

### Einwohner
Villanueva ist mit 25.576 Einwohnern (2008) die fünftgrößte Stadtgemeinde der Provinz Badajoz. Die Kernstadt hat 21.885 Einwohner. Zurzeit läuft ein Segregationsverfahren, damit der größte Ortsteil Valdivia (1.881 Einwohner) eine eigenständige Gemeinde wird.
96,1 % der Einwohner stammen gebürtig aus Spanien, 86,4 % aus der Extremadura, 83,5 % aus der Provinz Badajoz und 60,8 % aus Villanueva. Das Bevölkerungswachstum liegt mit 0,9 % (Durchschnitt 2001–2008) deutlich unter dem spanischen Durchschnitt.
Die Bevölkerung ist zu 49,2 % männlich und 50,8 % weiblich.
Entwicklung der Einwohnerzahl:

### Nationalitäten
Der Ausländeranteil hat in den letzten beiden Jahrzehnten zwar deutlich zugenommen, ist mit 3,2 % (2008) jedoch im Vergleich zum spanischen Durchschnitt weiterhin sehr niedrig.
| Herkunft                | gemäß Staats- bürgerschaft (2008) | gemäß Geburtsland (2008) |
| ----------------------- | --------------------------------- | ------------------------ |
| EU-Bürger               | 98,2 %                            | 97,8 %                   |
| Spanier                 | 96,8 %                            | 96,1 %                   |
| Rumänen                 | 0,9 %                             | 0,9 %                    |
| Deutsche                | 0,0 %                             | 0,3 %                    |
| Nord- und Südamerikaner | 1,0 %                             | 1,2 %                    |
| Peruaner                | 0,2 %                             | 0,3 %                    |
| Kolumbianer             | 0,2 %                             | 0,3 %                    |
| Afrikaner               | 0,7 %                             | 0,7 %                    |
| Marokkaner              | 0,6 %                             | 0,6 %                    |

Entwicklung des Ausländeranteils:

## Persönlichkeiten
- José Calderón (* 1981), Basketballspieler